# César Miranda
César Alberto Miranda Cháves (21 de noviembre de 1884, Salto - 27 de mayo de 1962, Montevideo) fue un político, periodista y poeta uruguayo, conocido en el ámbito literario como Pablo de Grecia.

## Biografía
Nacido en el Departamento de Salto, Uruguay, hijo de Julián O. Miranda y de Rosa Cháves, realizó todos sus estudios en Montevideo, graduándose de Doctor en Leyes en 1908. Fue hermano de Héctor Miranda, y Arturo Miranda, el primero historiador, ambos diputados y políticos.
A muy temprana edad formó parte del grupo de los llamados "Poetas Modernistas" junto a Horacio Quiroga, Carlos Reyles, Julio Herrera y Reissig, Roberto de las Carreras, Federico Ferrando, Pablo Minelli, Delmira Agustini, Álvaro Armando Vasseur, Fernán Silva Valdés, Francisco G. Vallarino, Juan Picón Olaondo, Justino Jiménez de Aréchaga, Julio Lerena Juanicó, Juan Illa Moreno y Alberto Zum Felde, entre otros.
A la edad de 20 años, publicó Letanías simbólicas, libro de poesías que le mereció hacerse conocido en el ambiente literario. A partir de allí, combinó su carrera política con su interés en la literatura.

## Carrera literaria
Amigo de Julio Herrera y Reissig, fue uno de los cofrades de su célebre «Torre de los Panoramas», cenáculo de poetas y escritores nacionales que a comienzos del 1900 rompieron con los caducos moldes románticos y clasicistas.
Además de los aportes a la literatura con su nombre, utilizó el seudónimo «Julio Romano» para publicar algunos artículos literarios y el seudónimo por el que fue más conocido en el ámbito periodístico fue «Pablo de Grecia». Durante los años 1916 y 1917, formó parte del personal del diario La Razón y El Tiempo. Algunos de sus textos fueron incorporadas en el Almanaque ilustrado del Uruguay, una publicación del escritor uruguayo Ricardo Sánchez.
Junto con José María Delgado fue director de la revista mensual Pegaso, que se publicaba en Montevideo, en la cual solamente se publicaban trabajos inéditos.
Fue muy amigo de Julio Herrera y Reissig con quien compartía jornadas de literatura en su famosa "Torre de los Panoramas".

## Carrera política
Desde siempre militó para el Batllismo y más adelante para el ala radical del Partido Colorado, también llamado Partido Colorado Radical, representado por el sector Vierista. Representó al Partido Colorado en las legislaturas 25, 26 y 27 como diputado y en la legislatura 34 como senador.
Como diputado titular por el Partido Colorado, representó al Departamento de Salto en la Cámara de Representantes y al Departamento de Montevideo en 1920 siendo Presidente de la misma en el año 1919. En su legado como representante nacional ha dejado varios proyectos que se transformaron en ley, donde se destaca el presentado en julio de 1914,  en colaboración con su hermano Héctor y los diputados Juan A. Buero y Atilio Narancio, sobre los derechos políticos de la mujer.
Entre 1916 y 1917 formó parte de la Asamblea General de Uruguay, encargada de la Constitución de Uruguay de 1918.
Durante el gobierno de Baltasar Brum y el período de Feliciano Viera al frente del Consejo Nacional de Administración, se edita en mayo de 1919 "La Defensa", órgano del grupo vierista del partido Colorado, del cual Miranda es director y editor junto a José G. Antuña y Justino Jiménez de Aréchaga.
En 1920 fue nombrado director general de Correos y Telégrafos.
Fue destinado para integrar el Consejo de Estado de 1942 de Alfredo Baldomir, que en plena Segunda Guerra Mundial logró respaldar al bloque aliado por lo que tuvo una labor fundamental en el retorno a la democracia plena, y dejó como legado la nueva Constitución del año 1942.
Entre 1943 a 1947 ocupó la banca titular de Senador de la República por el Partido Colorado en la legislatura Nro. 34 durante el gobierno de Juan José de Amézaga.
Fallece en Montevideo, el 27 de mayo de 1962, a los 77 años.

## Obras
- Letanías simbólicas (A. Barreiro y Ramos, 1904)
- Las leyendas del alma (O. M. Bertani, 1907)
- Elogio de los héroes (1912)
- Prosas (A. Barreiro y Ramos, 1918)
- Investigación de la paternidad ilegítima (1918)

## Condecoraciones
- Officier de la Légion d'honneur (Francia)
- Encomienda de la Orden de Isabel la Católica (España)